# And All That Could Have Been
And All That Could Have Been (anche conosciuto come Halo 17) è un album live dei Nine Inch Nails.
Contestualmente all'uscita del CD c'è stata anche quella del DVD con una raccolta di materiale registrato durante i concerti del Fragility 2.0 Tour negli Stati Uniti nel 2000. Esiste inoltre anche una edizione limitata del DVD contenente anche un secondo CD intitolato Still, che include una serie di versioni acustiche di celebri canzoni dei NIN.

## Tracce

### CD version

#### Disc 1:Live
1. Terrible Lie – 4:59
2. Sin – 4:15
3. March of the Pigs – 4:13
4. Piggy – 4:51
5. The Frail – 1:41
6. The Wretched – 5:24
7. Gave Up – 4:14
8. The Great Below – 5:07
9. The Mark Has Been Made – 3:45
10. Wish – 3:40
11. Suck – 4:13
12. Closer – 5:38
13. Head Like a Hole – 4:54
14. The Day the World Went Away – 6:29
15. Starfuckers, Inc. – 5:30
16. Hurt – 4:59

#### Disc 2:Still
1. Something I Can Never Have – 6:39
2. Adrift and At Peace – 2:52
3. The Fragile – 5:12
4. The Becoming – 4:30
5. Gone, Still – 2:36
6. The Day the World Went Away – 5:17
7. And All That Could Have Been – 6:14
8. The Persistence of Loss – 4:03
9. Leaving Hope – 5:57

### DVD/VHS version
1. Terrible Lie – 5:07
2. Sin – 4:15
3. March of the Pigs – 4:07
4. Piggy – 4:57
5. The Frail – 1:45
6. The Wretched – 5:33
7. Gave Up – 4:25
8. La Mer – 4:46
9. The Great Below – 5:07
10. The Mark Has Been Made – 3:45
11. Wish – 3:41
12. Complication – 1:59
13. Suck – 4:10
14. Closer – 6:08
15. Head Like a Hole – 5:51
16. Just Like You Imagined – 3:52
17. Starfuckers, Inc. – 5:42
18. Hurt – 4:31

## Formazione
- Trent Reznor -- voce, chitarra, tastiere, basso
- Danny Lohner -- voce, basso, chitarra, sintetizzatore
- Robin Finck -- chitarra, sintetizzatore, voce
- Charlie Clouser -- sintetizzatore, theremin, vocoder, voce
- Jerome Dillon -- batteria, campionatore